# Аксес, Неджиль Казым
Неджиль Казым Аксес (тур. Necil Kazım Akses; 6 мая 1908, Стамбул, Османская империя — 16 февраля 1999, Анкара, Турция) — турецкий композитор и музыкальный педагог, член «Турецкой пятёрки». Один из основателей турецкой школы классической музыки. Автор «Цитадели Анкары», симфонической поэмы для фортепиано, «Миниатюр», концертов для скрипки и альта с оркестром, пяти симфоний, четырёх струнных квартетов, четырёх опер.
Сыграл важную роль в основании государственной консерватории в Анкаре в 1948 году. Некоторое время был ректором этого учебного заведения. Возглавлял Государственный театр оперы и балета в Анкаре. В 1971 году одним из первых получил звание государственного артиста Турции.

## Биография
Изучал музыку и композицию в Музыкальной академии в Вене у Йозефа Маркса и в Пражской консерватории в Праге у Йозефа Сука и Алоиса Габa. Вместе с композитором Паулем Хиндемитом основал государственную консерваторию в Анкаре. Некоторое время занимал пост ректора консерватории.
Вместе с композиторами Ахмедом Аднаном Сайгуном, Ульви Джемалем Эркином, Джемалем Решитом Реем и Хасаном Феритом Алнаром, входил в группу под названием «Турецкая пятёрка». Это были первые турецкие композиторы адаптировавшие османскую музыкальную традицию к методам западной классической композиции.
В 1949 году поступил на дипломатическую службу. Он работал в качестве турецкого атташе по культуре в Берне и Бонне. Умер в возрасте 90 лет в Анкаре, 16 февраля 1999 года.
Творческое наследие состоит из симфонических произведений, камерной музыки и пьес для фортепиано. Его самая известная работа «Концерт для скрипки с оркестром» (1969).

## Избранные сочинения

### Оперы
- «Мете» (в одном действии; либретто: Яшар Наби Найыр) (1933)
- «Бей Ондер» (в одном действии; либретто: Мунир Найры Эгели) (1934)
- «Тимур» (в четырёх действиях; либретто: Бехчет Кемаль Чагларь) (1956)
- «Зодчий Синан» (либретто: Недждет Айдын и Неджиль Казым Аксес) (1980)